# Çine Çayı
Der Çine Çayı ist ein linker Nebenfluss des Großen Mäander (Büyük Menderes) im Südwesten der Türkei.
Der Çine Çayı hieß in der Antike Marsyas.
Er entspringt bei Yeşilyurt im Nordwesten der Provinz Muğla. Von dort fließt er in überwiegend nordwestlicher Richtung. Er passiert die Stadt Yatağan und wendet sich nun allmählich nach Norden. Der Fluss überquert die Provinzgrenze nach Aydın. Dort wird er von der Çine-Adnan-Menderes-Talsperre aufgestaut. Unterhalb der Talsperre befindet sich die Stadt Çine. Der Çine Çayı fließt in einem breiten Tal nach Norden und mündet 8 km südlich der Provinzhauptstadt Aydın in den Großen Mäander.
Der Çine Çayı hat eine Länge von 88 km.
Die Fernstraße D550 (Muğla–Aydın) folgt dem Flusslauf des Çine Çayı.